# Maivogel

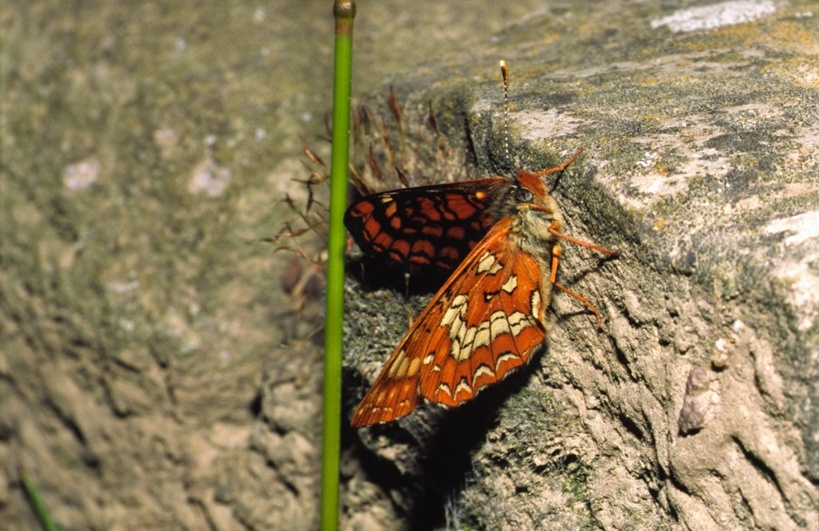
Flügelunterseite

Der Maivogel oder Kleine Maivogel (Euphydryas maturna, Syn.: Hypodryas maturna), auch Eschen-Scheckenfalter genannt, ist ein Schmetterling (Tagfalter) aus der Familie der Edelfalter (Nymphalidae).

## Merkmale
Die Falter erreichen eine Flügelspannweite von 35 bis 42 Millimetern. Sie haben schwarzbraune Flügeloberseiten mit einem in Binden angeordneten Muster aus orangen und hellen Flecken. Die Flügelunterseiten sind orange und haben auf den Vorderflügeln ein Muster aus hell und dunkelorange, auf den Hinterflügeln dominieren helle, schwarz umrandete Flecken. Besonders das Muster der Vorderflügelunterseiten ist verwaschen.
Die Raupen werden ca. 30 Millimeter lang. Sie sind schwarz gefärbt und haben eine auffällige, leuchtend gelbe Fleckzeichnung. Sie tragen zahlreiche, schwarz behaarte Dornen.
Die Puppe ist weiß mit stark abgegrenzten schwarzen Flecken gefärbt. Auf dem Hinterleib trägt sie gelbe Warzen.

### Ähnliche Arten
- Heckenkirschen-Scheckenfalter (Euphydryas intermedia)

## Nahrung der Raupen
Die jungen Raupen ernähren sich ausschließlich von den Blättern der Gemeinen Esche (Fraxinus excelsior). Die älteren Tiere, die bereits überwintert haben fressen aber auch Rote Heckenkirsche (Lonicera xylosteum), Salweide (Salix caprea), Zitterpappel (Populus tremula) und diverse andere krautige Pflanzen.

## Lebensraum
Die Tiere sind in feuchten, lichten Wäldern mit großen, jungen Eschenbeständen und mit Erlengebüschen bewachsenem Gelände zu finden. In Mitteleuropa sind ihre Populationen stark zurückgegangen und vielerorts verschwunden.

## Vorkommen
Sie kommen in Ost- und Mitteleuropa, am Kaukasus, Ural, im Osten Kasachstans, in Süd und West Sibirien, im Transbaikalgebiet und in der Mongolei vor. Sie treten aber nur sehr lokal auf und ihre Populationen sind weit verstreut. Man findet sie in einer Höhe von 200 bis ca. 1.000 Metern. z. B. in Deutschland sind sie nur mehr auf der Schwäbischen Alb, im südlichen Steigerwald, bei Leipzig und in der Marzoller Au bei Bad Reichenhall vorkommend.

## Lebensweise
Die Falter führen ein verstecktes Dasein und sind in ihrem Verhalten sehr unauffällig. Bei gesichteten Faltern handelt es sich meist um Männchen. Sie sitzen gerne auf Waldwegen und saugen an Pfützen. Auf Blumen findet man sie selten, sie bevorzugen die Blüten von Sträuchern wie zum Beispiel Gewöhnlicher Liguster (Ligustrum vulgare) und Wolliger Schneeball (Viburnum lantana).
Ihre Populationenzahlen schwanken von Jahr zu Jahr oft enorm. Sich gut vermehrende Gruppen werden meist nach zwei oder drei Jahren durch eine ebenfalls ansteigende Überpopulation von parasitisch lebenden Fliegen und Wespen sehr stark dezimiert. Die Falter erholen sich nach solchen Übergriffen erst nach Jahren wieder.

### Flugzeit
Die Falter fliegen in einer Generation von Ende Mai bis Anfang Juli.

## Entwicklung
Die Weibchen legen ihre auffällig rot gefärbten Eier auf der Unterseite von Eschenblättern ab. Dazu wählen sie meist junge etwa zwei Meter hohe Büsche. Sie legen ihren gesamten Vorrat in einem ca. einen Zentimeter im Durchmesser messenden mehrschichtigen Eispiegel ab. Der Ablageplatz wird sehr präzise ausgewählt und muss exakt bestimmten Temperatur-, Feuchtigkeits und Lichtverhältnissen entsprechen. In Jahren mit großen Falterzahlen ist dies auch daran erkennbar, dass mehrere Weibchen am selben Blatt ablegen. Die jungen Raupen beginnen nach dem Schlüpfen nach und nach das gesamte Blatt mit einem Gespinst zu versehen, in dem sie dann gemeinsam leben. Sie fressen nur bestimmte Teile der Blätter und hinterlassen dadurch ein typisches Schadbild, aus vertrockneten und gekräuselten Blättern und ihren Gespinsten, an dem sie sehr einfach zu identifizieren sind. Ab Ende Juni verlassen die ca. einen Zentimeter langen Raupen ihre Pflanzen und lassen sich zu Boden fallen oder fallen mit dem trockenen Blatt ab. Sie verkriechen sich in kleinen Gruppen in trockene Blätter um zu Überwintern. Erst im darauffolgenden Frühling werden sie zu Einzelgängern und ernähren sich jetzt auch von mehreren Pflanzenarten. Vermutlich liegt dies daran, da die Falter immer Eschen als Ablagepflanzen wählen, die Raupen aber ohnehin eine breite Nahrungspalette aufweisen. Im Mai verpuppen sich die erwachsenen Raupen.

## Gefährdung und Schutz
Sie sind stark vom Aussterben bedroht und gehören zu den am meisten gefährdeten Arten in Deutschland. In der Roten Liste Deutschlands ist die Art mit als „vom Aussterben bedroht“ (1) eingestuft, in Österreich gilt sie als „stark gefährdet“ (2). Sie ist in den Anhängen II und IV der FFH-Richtlinie verzeichnet. Ihr Rückgang wird auf den Verlust ihrer Lebensräume durch Forstwirtschaft, Trockenlegung von Feuchtgebieten und landwirtschaftliche Nutzung zurückgeführt. Ein weiterer Grund sind Insektizide, die die Häutung hemmen können und vor allem gegen den Prozessionsspinner eingesetzt werden. Andere Schmetterlingsarten sind davon natürlich ebenso betroffen.